# 五峰土家族薅草锣鼓
五峰土家族薅草锣鼓是一种产生于湖北省五峰土家族自治县境内的歌唱形式。主要在生产劳动时演唱，用于激发人们劳动热情。现已发展成为一种以说唱为主的曲艺形式并作为一种民俗演出搬上舞台，2006年被列入中国国家级非物质文化遗产。五峰薅草锣鼓主要有两种形式：一种是击乐加人声说唱，俗称“盘锣鼓”。另一种是在前者基础上加上唢呐伴奏，俗称“吹锣鼓”。